# Nick Loman
Nicholas James Loman (nascido em fevereiro de 1979) é professor de genómica microbiana e bioinformática no Instituto de Microbiologia e Infecção da Universidade de Birmingham.